# Campionats del món de ciclocròs de 1973
Els Campionats del món de ciclocròs de 1973 foren la 24a edició dels mundials de la modalitat de ciclocròs i es disputaren el 22 de febrer de 1973 a Londres, Anglaterra. Es disputaren dues proves masculines.

## Resultats
| Prova                   | Or                          | Or      | Plata                     | Plata | Bronze                    | Bronze |
| Cursa elit masculina    | Eric De Vlaeminck · Bèlgica | 59' 29" | André Wilhelm · França    | + 1"  | Rolf Wolfshohl · RFA      | + 2"   |
| Cursa amateur masculina | Klaus-Peter Thaler · RFA    | 54' 04" | Robert Vermeire · Bèlgica | m. t. | Ekkehard Teichreber · RFA | + 22"  |

## Classificacions

### Classificació de la prova masculina elit
| Pos. | Ciclista                  | País       | Temps       |
| ---- | ------------------------- | ---------- | ----------- |
|      | Eric De Vlaeminck         | Bèlgica    | 59 min 29 s |
|      | André Wilhelm             | França     | + 1"        |
|      | Rolf Wolfshohl            | RFA        | + 2"        |
| 4    | Albert Van Damme          | Bèlgica    | + 38"       |
| 5    | Michel Baele              | Bèlgica    | + 2' 37"    |
| 6    | Peter Frischknecht        | Suïssa     | + 2' :39"   |
| 7    | John Atkins               | Regne Unit | + 2' 40"    |
| 8    | José María Basualdo       | Espanya    | + 3' 43"    |
| 9    | Julien Van Den Haesevelde | Bèlgica    | + 3' 56"    |
| 10   | Keith Mernickle           | Regne Unit | + 4' 07"    |

### Classificació de la prova masculina amateur
| Pos. | Ciclista            | País           | Temps    |
| ---- | ------------------- | -------------- | -------- |
|      | Klaus-Peter Thaler  | RFA            | 54' 04"  |
|      | Robert Vermeire     | Bèlgica        | m. t.    |
|      | Ekkehard Teichreber | RFA            | + 22"    |
| 4    | Norbert Dedeckere   | Bèlgica        | + 32"    |
| 5    | Albert Zweifel      | Suïssa         | + 43"    |
| 6    | Miloš Fišera        | Txecoslovàquia | + 1' 08" |
| 7    | Franco Livian       | Itàlia         | + 1' 10" |
| 8    | Dieter Uebing       | RFA            | + 1' 15" |
| 9    | Klaus Jördens       | RFA            | + 1' 32" |
| 10   | Gerrit Scheffer     | Països Baixos  | + 1' 37" |

## Medaller
| Pos. | País    | Or | Plata | Bronze | Total |
| 1    | Bèlgica | 1  | 1     | 0      | 2     |
| 2    | RFA     | 1  | 0     | 2      | 3     |
| 3    | França  | 0  | 1     | 0      | 1     |